# Josefine Frida Pettersen
Pour les articles homonymes, voir Pettersen.
Josefine Frida Pettersen (née le 18 mai 1996 à Sigdal) est une actrice norvégienne principalement connue pour son rôle de Noora dans la série télévisée Skam sur NRK. Elle est originaire de Sigdal.

## Biographie
Josefine Frida Pettersen s'est tout d'abord fait remarquer pour son rôle dans la série télévisée Neste sommer, mais elle est depuis connue pour interpréter Noora dans Skam. Dans la saison 2 de Skam, elle joue le personnage principal. Josefine a également été récompensée aux Gullruten en 2016 dans la catégorie "prix du public" pour son rôle dans Skam. Cette série a d'ailleurs obtenu les trois prix pour laquelle elle a été nommée aux Gullruten.
Elle faisait également partie du casting de la comédie musicale Robin Hood – Rai Rai i Sherwoodskogen qui se jouait au théâtre de Trøndelag en 2017.

## Filmographie

### Cinéma
- 2019 : Disco

### Télévision
- 2014 - 2015 : Neste sommer (série TV) : la fille de Velformannens[4]
- 2015 - 2017 : Skam (série TV) : Noora Amalie Sætre[4] (40 épisodes)

### Théâtre
- 2017 : Robin Hood – Rai Rai i Sherwoodskogen (comédie musicale) : Samantha Fox

## Source de la traduction
- (no) Cet article est partiellement ou en totalité issu de l’article de Wikipédia en norvégien intitulé « Josefine Frida Pettersen » (voir la liste des auteurs).